# Jaroslav Pospíšil (spisovatel)
Jaroslav Pospíšil (* 15. května 1941 Jankovice) je český právník a spisovatel, rodák z Jankovic u Holešova, který se proslavil zejména svými díly z oblasti literatury faktu, která se zabývají obdobím nacistické a komunistické totality na střední Moravě. Třikrát obdržel Cenu Egona Erwina Kische, která je v žánru literatury faktu udělována.
Do povědomí veřejnosti vstoupil též jeho dlouhý spor s vdovou po Antonínu Slabíkovi, která jej žalovala pro pomluvu, která má spočívat v tvrzení z knihy Hyeny v akci, že Slabík byl agent provokatér StB, kvůli kterému byli zatýkání a popravováni lidé. V roce 2007 byla žaloba definitivně odmítnuta Vrchním soudem v Olomouci, neboť podle soudu „pan Pospíšil k úsudkům, ke kterým došel na základě zkoumání historických materiálů, dospěl správně. Měl k tomu dostatečné podklady, aby takové úsudky ohledně zaangažovanosti pana Slabíka v StB mohl učinit a vyslovit“. Vrchní soud v rozsudku z 31. října 2007 (č.j. 1Co 204/2006-349) konstatoval, že Jaroslav Pospíšil „měl dostatek ať již přímých důkazů nebo alespoň indicií ke svým tvrzením a úsudkům o tom, že Antonín Slabík byl po válce horlivým komunistou, velice aktivně se zasazoval o vznik skupin Světlana, přičemž z jeho dosavadního působení, ať již za druhé světové války, či po válce, i ze způsobu zakládání a organizování činnosti skupin Světlana, je naprosto oprávněný závěr, že Antonín Slabík jednal jako agent-provokatér. [...] V důsledku jeho lehkomyslného a nebezpečného počínání skončila řada lidí na šibenici po odsouzení k trestu smrti, dával impuls k založení ilegálních skupin, členové skupin ve velmi krátké době byli zatýkání a dokonce od roku 1950 je již doložena jeho spolupráce s StB.“
Pozůstalí po partyzánovi Oldřichu Fischmaistrovi žalovali Jaroslava Pospíšila pro nepravdivé nařčení z podílu svého předka na smrti Jana Masaryka. Strany sporu nakonec spolu uzavřely smír.

## Díla
1. Svatý Hostýn (1990 – se Zdeňkem Fišerem)
2. Radista skupiny Clay Eva vzpomíná (1990, s Čestmírem Šikolou)
3. Nesmiřitelní: Hory Hostýnské (1992)
4. Svatý Hostýn a jeho kraj v pověstech (1993)
5. Svatý Hostýn v historii a povídkách (1994)
6. Nešli stejnou cestou: osudy parašutistů a konfidentů gestapa (1994, s Čestmírem Šikolou a Čestmírem Podzemným)
7. Hyeny (kniha postihuje zejména období 1938–1948; vydáno 5×, naposled 2002, cena Egona Erwina Kische 1997)
8. Tichá noc (1997, s A. J. Rychlíkem a Jaroslavem Motalem)
9. Toulky dávnou minulostí podhostýnského kraje (1997, se Zdeňkem Fišerem a Jaroslavem Motalem)
10. Svatý Hostýn v historii a povídkách (1994, 1998)
11. Sluha dvou pánů (1999, s Františkem Hanzlíkem a Janem Pospíšilem)
12. Prusinovice v minulosti a současnosti (1999 – s Jaroslavem Motalem)
13. Podhostýnské vzpomínání (1999 – s Václavem Karafiátem, Inocencem Krutilem, Jaroslavem Motalem)
14. Žeranovice (2000)
15. Soumrak demokracie: Reicinovo obranné zpravodajství na cestě KSČ k moci (2000, s Františkem Hanzlíkem)
16. Hyeny v akci (o období zejména 1948–1953; vydáno 2003, ve spolupráci s Jiřím Málkem a Janem Pospíšilem, cena Egona Erwina Kische 2003)
17. Z pamětí Inocence Krutila – podhostýnského rodáka (2003, k vydání připravil s Jaroslavem Motalem)
18. Paní Marie Baťová a její osudy za druhé světové války - in Tomáš Baťa: Doba a společnost – Sborník příspěvků ze stejnojmenné zlínské konference pořádané ve dnech 30. listopadu – 1. prosince 2006, Nadace Tomáše Bati
19. Mrlínek v minulosti a současnosti (2008 – s Jaroslavem Motalem a Evou Motalovou)
20. Alexej Čepička: šedá eminence rudého režimu (2008, s Jiřím Pernesem a Antonínem Lukášem, cena E. E. Kische za literaturu faktu v r. 2009)
21. Jankovice: historie a současnost obce (2011, s Vladimírem Březinou)
22. Světla a stíny v životě Baťova ředitele Ing. Františka Maloty (2011)
23. Rub a líc baťovských sporů (2012, s Hanou Pospíšilovou)
24. Herr Direktor a ti druzí: Albrecht Miesbach, protektorátní ředitel Baťových závodů (vyšla v prosinci 2015, spolu s PhDr. Hubertem Valáškem a Hanou Pospíšilovou, hlavní cena E. E. Kische za literaturu faktu v r. 2016, Cena Jaroslava Golla udělovaná městem Chlumec nad Cidlinou, Klubem autorů literatury faktu a Univerzitou Karlovou, Fakultou sociálních věd)
25. V objetí vzpomínek – mimořádné vydání obecního zpravodaje Naše dědina (2018)